# Осоица
Осо̀йца (местно произношение — Осойца) е село в Западна България. То се намира в община Горна Малина, Софийска област.

## География
Село Осойца се намира в планински район, на южния склон на Стара планина. На запад от селото се намира село Негушево, а на изток — Саранци. През селцето минават реките Балаклия и До̀бра рѐка.
Основните махали са Добра река, Средсело, Богаза, Мари мома, Потоп махала.
Отглеждат се крави, овце, кози, коне, кокошки, гъски, пуйки и др.

## История
Голяма част от населението са бежанци от Македония. Преселници има също от съседните села Чурек, Горно Камарци и Стъргел.
При изграждането на параклис в местността „Мари мома“ са открити медни римски/византийски монети, както и много останки от грънци, човешки кости и големи добре оформени камъни. Мястото е естествено непристъпен от почти три страни скалист край на дълъг хълм. На места скалите са почти отвесни, с височина 15-20 метра, прорязани от обикалящата хълма река. Тези доказателства, заедно с тракийските могили говорят, че на мястото на днешното село Осоица е съществувало селище от дълбока древност. През селото е минавал стар (античен) път, който след местността „Мари мома“ с лек наклон тръгва по склона на Стара планина и излиза в местността на прохода „Витиня“. От спомени на стари хора се знае, че селото е било основно населено с турци, изпълняващи дервентски функции – охрана и съпровождане на пътници из прохода.
Слуховете говорят, че когато са се строели местния магазин и кръчма (разположени са в една и съща сграда), са намерени кости на хора. За да не бъде забавен строежът, не са били уведомени археолози и няма официални документи по случая.

## Културни и природни забележителности
- Местностите Лъга, Манастирчето, Лиляка, Прекръста, Гаджовица, Усоето, тракийски могили в местностите Долна и Горна Бабакевица.
- В самото село: паметник на загиналите осойчани в Балканските и Първата световна войни (началото на селото), църква, голямо каменно училище, завършено през 1930 година, къща музей недалеч от мегдана (Средсело), в която има сбирка от предмети, донесени от цял свят при пътуванията на богатия емигрант Стоян Тодоров, родом от Осоица, живеещ във Виена.
- Параклис „Св. Вознесение“ в местността „Манастирчето“.
- Параклис „Успение Богородично“ в местността „Мари мома“.
- Ловна хижа „Папратина“ в местността „Папратина“.
- Селото разполага със 12 000 декара гора и около 6000 декара обработваема земеделска земя.

## Редовни събития
- Събор при манастир „Св. Вознесение“ 40 дни след Великден (на Спасовден).
- Събор при манастир „Успение Богороднично“ на 15 август (Голяма Богородица)

## Личности
Родени в Осоица
- Стефан Абаджиев – Теко (1934 – 2024), футболист
- Христо Иванчов Кадрийски (5 март 1891 – 25 февруари 1960) – ятак на бригада „Чавдар“
- Парашкева Христова Кадрийска (8 ноември 1891 – 8 ноември 1980) – ятак на бригада „Чавдар“

Починали в Осоица
- Васил Сърбаков – опълченец, защитник на Самарското знаме

## Други
Старото име на Осойца всъщност е било Припечница, защото селото е разположено на припек в южния склон на Стара планина. Сегашното име е дадено от македонските преселници. Старата част на селото е предимно в махалата „Мари мома“, която се намира в усойно място. На македонски диалект усой се произнася/пише с „О“.
Преди Освобождението е имало много турци и се носят слухове, че са оставили заровени много иманета и злато, но не се знае къде. Заради това около селото често бродят иманяри.
Гореспоменатият емигрант във Виена финансира работите по реставрацията на кметството и църквата. Благодарение на Димитър Чомаклийски и неговите внуци, в селото, в планината, в полето и в по-известните местности са издигнати много чешми, които утоляват жаждата на селяни, туристи и минувачи. Тези чешми са идеално място за пикник, тъй като при повечето има масички с пейки.